# Ejército australiano durante la Primera Guerra Mundial

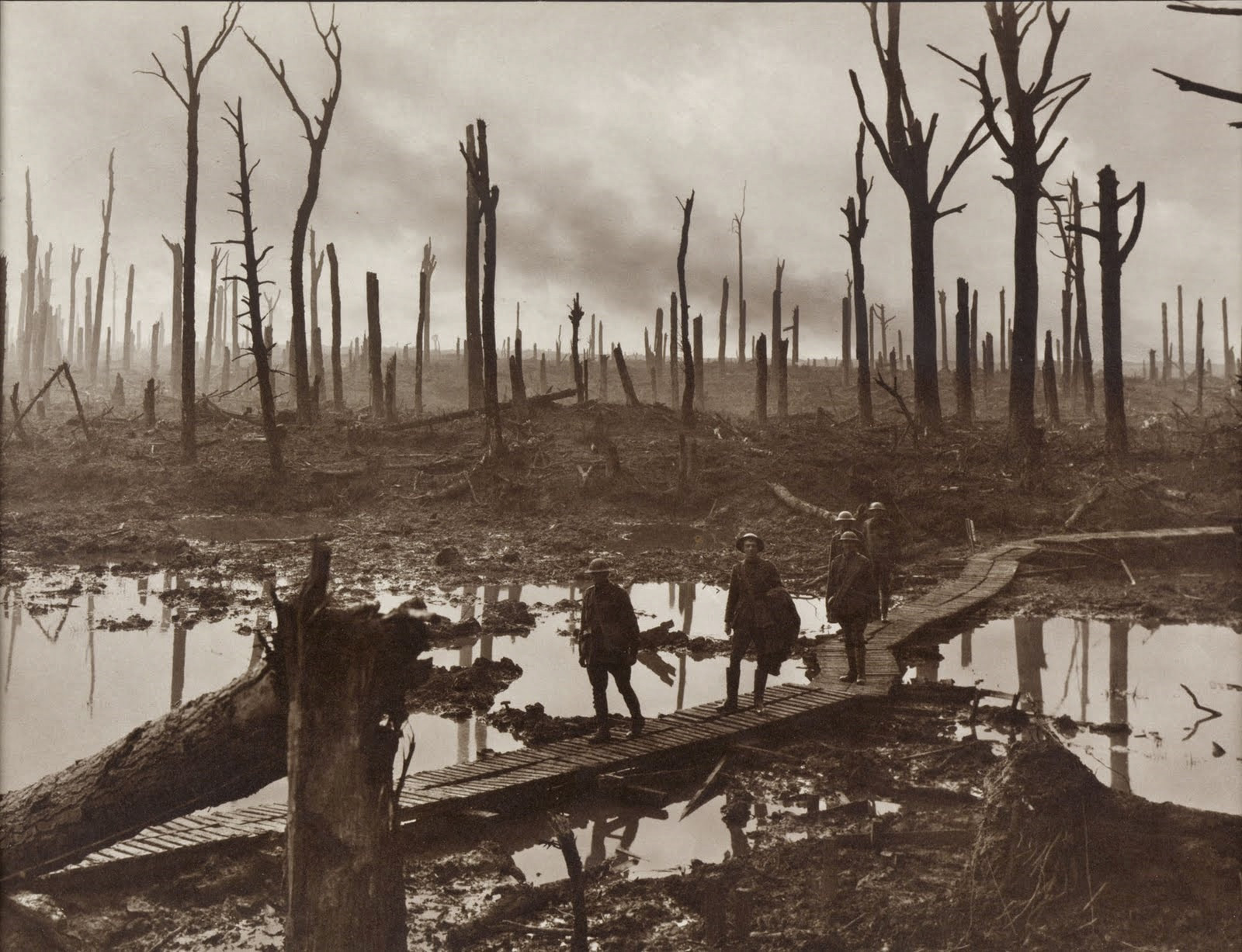
Soldados australianos de la 4.ª División cerca de Chateau Wood, Ypres, en 1917.

En Australia, el estallido de la Primera Guerra Mundial fue recibido con considerable entusiasmo. Incluso antes de que Gran Bretaña declarara la guerra al Imperio alemán el 4 de agosto de 1914, la nación prometió su apoyo junto con otros estados del Imperio Británico y casi de inmediato comenzó los preparativos para enviar fuerzas al extranjero para participar en el conflicto. La primera campaña en la que estuvieron involucrados los australianos fue en la Nueva Guinea alemana después de que una fuerza reunida apresuradamente conocida como la Fuerza Expedicionaria Naval y Militar Australiana fue enviada desde Australia para apoderarse de las posesiones alemanas en el Pacífico en septiembre de 1914. Al mismo tiempo, otra fuerza expedicionaria, inicialmente compuesto por 20 000 hombres y conocido como la Primera Fuerza Imperial Australiana (AIF), fue organizada para el servicio en el extranjero.
El AIF partió de Australia en noviembre de 1914 y, después de varios retrasos debido a la presencia de embarcaciones navales alemanas en el Océano Índico, llegó a Egipto, donde inicialmente se utilizaron para defender el Canal de Suez. Sin embargo, a principios de 1915, se decidió realizar un desembarco anfibio en la península de Gallipoli con el objetivo de abrir un segundo frente y asegurar el paso de los Dardanelos. Los australianos y neozelandeses, agrupados en el Cuerpo de Ejército de Australia y Nueva Zelanda (ANZAC), desembarcaron el 25 de abril de 1915 y durante los siguientes ocho meses, los Anzacs, junto con sus aliados británicos, franceses y otros, lucharon en una costosa y finalmente fracasada campaña contra los turcos.
La fuerza fue evacuada de la península en diciembre de 1915 y regresó a Egipto, donde se expandió el AIF. A principios de 1916 se decidió que las divisiones de infantería se enviarían a Francia, donde participaron en muchas de las principales batallas libradas en el Frente Occidental. La mayoría de las unidades de caballos ligeros permanecieron en Oriente Medio hasta el final de la guerra, llevando a cabo operaciones adicionales contra los turcos en Egipto y Palestina. Un pequeño número de australianos sirvió en otros teatros de guerra. Si bien el foco principal del esfuerzo del ejército australiano fue la guerra terrestre, también se cometieron fuerzas aéreas y navales. Escuadrones del Cuerpo de vuelo australiano sirvieron en Oriente Medio y en el frente occidental, mientras que elementos de la Marina Real Australiana llevaron a cabo operaciones en el Atlántico, el Mar del Norte, el Adriático y el Mar Negro, así como en los océanos Pacífico e Índico.
Al final de la guerra, los australianos eran mucho más circunspectos. La participación de la nación costó más de 60 000 vidas australianas y muchas más no pudieron trabajar como resultado de sus heridas. El impacto de la guerra también se sintió en muchas otras áreas. Financieramente fue muy costoso, mientras que el efecto en el panorama social y político fue considerable y amenazó con causar serias divisiones en el tejido social de la nación. El reclutamiento fue posiblemente el tema más polémico y, en última instancia, a pesar de tener el servicio militar obligatorio a domicilio, Australia fue uno de los tres únicos combatientes que no utilizaron reclutas en los combates. Sin embargo, para muchos australianos, la participación de la nación en la Primera Guerra Mundial y la campaña de Gallipoli fue vista como un símbolo de su surgimiento como actor internacional, mientras que muchas de las nociones del carácter y la nacionalidad australianas que existen hoy en día tienen su origen en la guerra, y el Día ANZAC se conmemora como una fiesta nacional.

## Estallido de la guerra

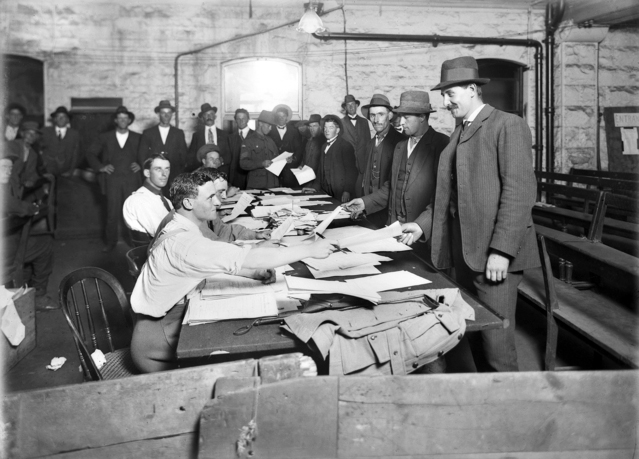
Hombres en Melbourne recogiendo papeles de inscripción para el alistamiento.

El 30 de julio de 1914, el gobierno británico informó al gobierno australiano a través de un telegrama codificado que era probable una declaración de guerra. El mensaje llegó durante el período previo a las elecciones federales de 1914, lo que significa que el parlamento no estaba en sesión y las figuras políticas clave se difundieron por todo el país haciendo campaña. El primer ministro Joseph Cook habló en Horsham, Victoria, el 31 de julio, y dijo en una reunión electoral que "recuerde que cuando el Imperio está en guerra, Australia también está en guerra [...] y todos nuestros recursos en Australia están en el Imperio y para el Imperio y para la preservación y seguridad del Imperio". El mismo día, el líder de la oposición, Andrew Fisher, habló en Colac, Victoria, y prometió que "los australianos estarán junto a los nuestros para ayudarla y defenderla de nuestro último hombre y nuestro último chelín". Una reunión de gabinete de emergencia, en la que solo cinco de los diez ministros estuvieron presentes, se convocó en Melbourne el 3 de agosto, y el gobierno decidió que ofrecería enviar una fuerza expedicionaria de 20 000 hombres. El Reino Unido declaró la guerra el 4 de agosto a las 23.00 horas (5 de agosto a las 08:00h, hora de Melbourne), y Australia y los otros dominios también se consideraron "automáticamente" en guerra. A las 12:45 el 5 de agosto, Cook anunció a la prensa en su oficina que «he recibido el siguiente envío del gobierno imperial: "la guerra ha estallado en Alemania"». Dada la herencia predominantemente británica de la mayoría de los australianos en ese momento, hubo un apoyo considerable de todos los rincones del país y un gran número de jóvenes australianos se reportaron a los centros de reclutamiento de todo el país para alistarse en los siguientes meses.
En cuestión de días, el general de brigada William Throsby Bridges y su oficial de personal, el mayor Cyril Brudenell Bingham White, completaron los planes para una fuerza expedicionaria australiana. White propuso una fuerza de 18 000 hombres (12 000 australianos y 6 000 neozelandeses). Esta propuesta fue aprobada por el primer ministro Cook, pero aumentó la oferta a los británicos a 20 000 hombres para servir en cualquier destino deseado por el gobierno local. El 6 de agosto de 1914, Londres envió por cable su aceptación de la fuerza y solicitó que se enviara lo antes posible. Las oficinas de reclutamiento abrieron el 10 de agosto de 1914 y para fines de 1914, 52 561 voluntarios habían sido aceptados, aunque se establecieron estrictas pautas de aptitud física.

## Nueva Guinea alemana
En 1884, Alemania había colonizado la parte noreste de Nueva Guinea y varios grupos de islas cercanas. Al estallar la guerra, los alemanes habían estado usando la colonia como base de radio inalámbrica y apoyando al Escuadrón alemán de Asia Oriental que amenazaba el envío de mercantes en la región. Como consecuencia, Gran Bretaña exigió la destrucción de las instalaciones inalámbricas. Poco después del estallido de la guerra, tras una solicitud del gobierno británico el 6 de agosto de 1914, la Fuerza Expedicionaria Naval y Militar Australiana (AN&MEF) comenzó a formarse. Los objetivos de la fuerza eran las estaciones alemanas en Yap en las Islas Carolinas, Nauru y en Rabaul, Nueva Bretaña. El AN&MEF comprendía un batallón de infantería (1 023 hombres) alistados en Sydney, 500 reservistas navales y ex marineros organizados en seis compañías que servirían como infantería y otros 500 hombres del Regimiento Kennedy, un batallón de milicias de Queensland que se había ofrecido como voluntario para el servicio extranjero y había sido enviado a la guarnición Thursday Island. Juntas, estas fuerzas fueron puestas bajo el mando del coronel William Holmes, un oficial de la milicia que en ese momento era comandante de la 6.ª Brigada y secretario de la Junta de Agua y Alcantarillado de Sydney.

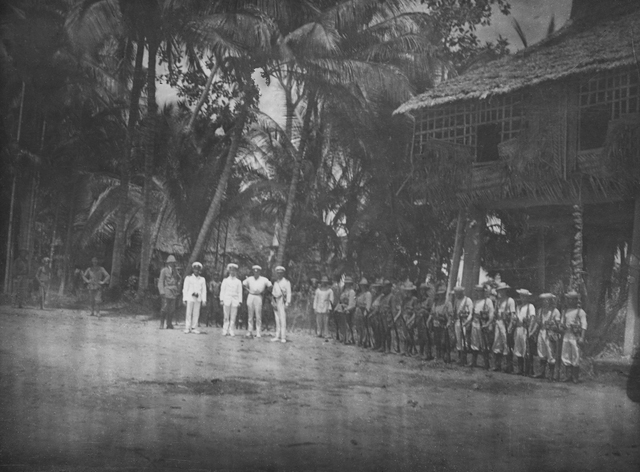
Izada de la bandera australiana el 16 de diciembre de 1914 en Angorum, Nueva Guinea.

El grupo de trabajo zarpó de Sídney el 19 de agosto de 1914 y se alejó de Port Moresby donde esperaron a que llegaran sus acompañantes. Mientras estaban en Puerto Moresby, Holmes decidió desembarcar a los soldados de la milicia de Queensland debido a las preocupaciones sobre su preparación para la acción. Escoltado por el crucero Sydney y el crucero de batalla Australia, el grupo de operaciones o «Task Force» llegó a Rabaul el 11 de septiembre de 1914 y descubrió que el puerto estaba libre de fuerzas alemanas. El Sydney y el destructor HMAS Warrego desembarcaron pequeños grupos de reservistas navales en los asentamientos de Kabakaul y la capital gubernativa alemana Herbertshöhe en Neu-Pommern, al sureste de Rabaul. Estas incursiones fueron reforzadas primero por marineros de HMAS Warrego y HMAS Yarra y luego por infantería del transporte HMAS Berrima.
Posteriormente, una pequeña fuerza de 25 hombres reservistas navales desembarcó en la Bahía de Kabakaul y continuó tierra adentro para capturar la estación de radio que se cree que está en funcionamiento en Bita Paka, a 7 km al sur. Los australianos fueron resistidos por una fuerza mixta de reservistas alemanes y policías nativos melanesios, que los obligaron a luchar para llegar a la estación de radio. Al caer la noche, se llegó a la estación de radio y se descubrió que había sido abandonada, el mástil cayó pero sus instrumentos y maquinaria intactos. Durante la batalla de Bita Paka, seis australianos fueron asesinados y cinco heridos, mientras que los defensores perdieron un suboficial alemán (NCO) y unos treinta melanesios murieron, y un alemán y diez melanesios resultaron heridos. Más tarde se alegó que las grandes pérdidas entre las tropas melanesias fueron el resultado de que los australianos bayonetearan a todos los que habían capturado durante los enfrentamientos. Como resultado de este compromiso, el «able seaman» W.G.V. Williams se convirtió en la primera víctima australiana de la guerra. La primera víctima mortal del Ejército fue un oficial médico, el Capitán B. C. A. Pockley, quien murió ese mismo día.
Al anochecer del 12 de septiembre, el Berrima desembarcó el batallón de infantería AN&MEF en Rabaul. La tarde siguiente, aunque el gobernador aún no había entregado el territorio, se llevó a cabo una ceremonia para señalar la ocupación británica de Nueva Bretaña. La administración alemana se había retirado tierra adentro a Toma y al amanecer del 14 de septiembre, y el HMAS Encounter posteriormente bombardeó una cresta cerca de la ciudad, mientras que medio batallón avanzó hacia la ciudad apoyado por un arma de campaña. La demostración de potencia de fuego fue suficiente para comenzar las negociaciones, poniendo fin al Asedio de Toma tras la rendición de la guarnición restante de 40 alemanes y 110 policías nativos. El territorio alemán se rindió el 17 de septiembre de 1914.
Aunque exitosa la operación podría decirse que no fue bien manejada, y los australianos habían sido efectivamente retrasados por una fuerza nativa medio entrenada. Independientemente de que los australianos hubieran prevalecido sobre todo por su inesperada habilidad para luchar en terreno cerrado, mientras que el flanqueo de las posiciones alemanas había desconcertado a sus oponentes. Las pérdidas de AN&MEF fueron leves en el contexto de operaciones posteriores, pero fueron lo suficientemente pesadas dada la ganancia relativamente modesta. Estas pérdidas se vieron agravadas por la inexplicable desaparición del submarino australiano HMAS AE1 durante una patrulla frente a Rabaul el 14 de septiembre, con 35 hombres a bordo.
Tras la captura de las posesiones alemanas en la región, la AN&MEF proporcionaron fuerzas de ocupación durante la guerra. El 9 de enero de 1915, Holmes entregó el mando de la AN&MEF al general de brigada Sir Samuel Pethebridge, el exsecretario del Departamento de Defensa. Holmes regresó a Australia y se volvió a alistar en el AIF, al igual que la mayoría de sus hombres. Fueron reemplazados por el III Batallón, conocido como la «Fuerza Tropical» porque había sido especialmente alistado para el servicio en los trópicos. Pethebridge estableció las estructuras administrativas que permanecieron durante el período de ocupación militar. Aunque el derecho internacional exige que siga las formas de gobierno alemanas, el territorio adquirió gradualmente la apariencia de una colonia británica.

## Primera Fuerza Imperial Australiana

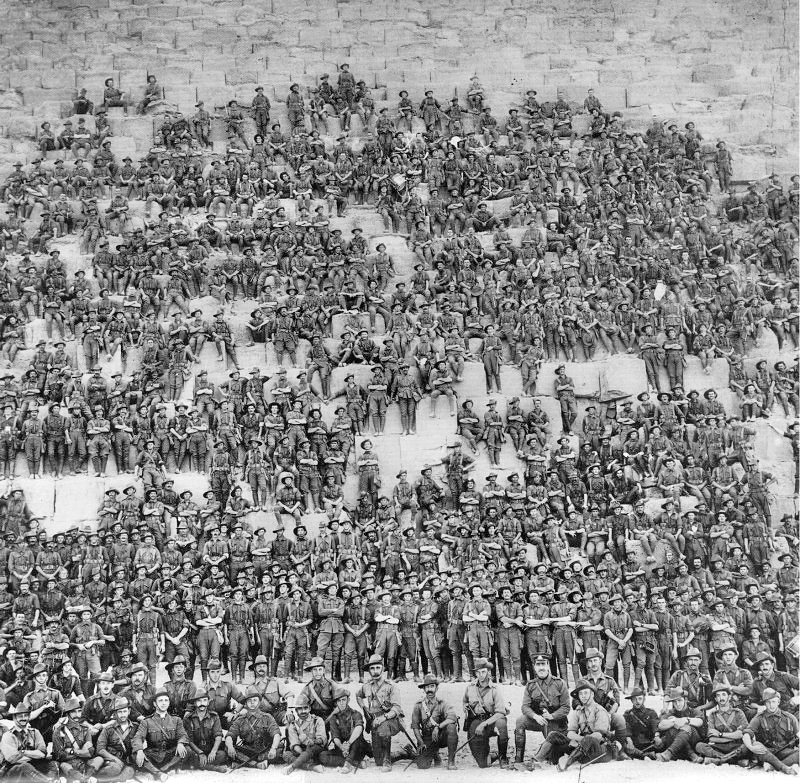
Soldados del 11.º Batallón del AIF, posando en la Gran Pirámide de Giza el 10 de enero de 1915, antes del desembarco en Galípoli.

Al comienzo de la guerra, las fuerzas militares de Australia se centraron en la milicia y las fuerzas regulares existían principalmente en la artillería o los ingenieros y fueron asignadas en su mayor parte a la tarea de defensa costera. Debido a las disposiciones de la Ley de Defensa de 1903, que impedía el envío de reclutas al extranjero, al estallar la guerra se dio cuenta de que se necesitaría una fuerza de voluntariado totalmente separada. Esta fuerza se conocía como la Fuerza Imperial Australiana (AIF).
El AIF comenzó a formarse poco después del estallido de la guerra y fue el cerebro de Bridges and White. Al formarse, el AIF consistió en una sola división de infantería, la 1.ª División y la 1.ª Brigada de Caballería Ligera. La 1.ª División estaba compuesta por la 1.ª Brigada de Infantería bajo el coronel Henry MacLaurin; la 2.ª, bajo el coronel James Whiteside McCay, político australiano y exministro de Defensa; y la 3.ª, bajo el coronel Ewen Sinclair-Maclagan, un oficial regular británico enviado al ejército australiano antes de la guerra. La 1.ª Brigada de Caballería Ligera fue comandada por el coronel Harry Chauvel, un regular australiano, mientras que la artillería divisional fue comandada por el coronel Talbot Hobbs.
En las primeras etapas de la movilización, los hombres del AIF fueron seleccionados bajo algunos de los criterios más duros de cualquier ejército en la Primera Guerra Mundial y se cree que aproximadamente el 30 por ciento de los hombres que presentaron la solicitud fueron rechazados por razones médicas. Para alistarse, los hombres tenían que tener entre 18 y 35 años de edad (aunque se cree que hombres de hasta 70 años y de hasta 14 lograron alistarse), y tenían que medir al menos 168 centímetros, con un medida del pecho de al menos 86 centímetros. Sin embargo, muchos de estos requisitos estrictos se levantaron más adelante en la guerra, a medida que crecía la necesidad de reemplazos. De hecho, las bajas entre los voluntarios iniciales fueron tan altas, que de los 32 000 soldados originales del AIF solo 7 000 sobrevivieron hasta el final de la guerra.
La respuesta inicial fue tan buena que en septiembre de 1914 se tomó la decisión de reunir la 4.ª Brigada de Infantería y la 2.ª y 3.ª Brigadas de Caballería Ligera. La 4.ª Brigada de Infantería fue comandada por el coronel John Monash, un destacado ingeniero civil y empresario de Melbourne. El AIF continuó creciendo durante la guerra, finalmente contando con cinco divisiones de infantería, dos divisiones montadas y una mezcla de otras unidades. Una sexta división de infantería, la sexta división, se formó parcialmente en el Reino Unido en febrero de 1917. Las bajas de la primera batalla de Bullecourt y la batalla de Messines provocaron la disolución de la unidad parcialmente formada para permitir que las otras cinco divisiones recuperen su fuerza.

## Galípoli

### Antecedentes
El 1 de noviembre de 1914 la 1.ª División partió de Australia desde Albany en Australia Occidental, en un convoy de diez transportes escoltados por varios buques de guerra británicos, australianos y japoneses. Inicialmente con destino a Egipto controlado por los británicos, con una escala en Ceilán, el convoy se había retrasado varias veces debido al temor a la intercepción de los buques de guerra alemanes en la zona. Estos temores luego demostraron ser válidos cuando el crucero alemán Emden fue avistado en la Isla del Coco. Mientras el convoy se dirigía para evitar la amenaza, el crucero australiano HMAS Sydney se enfrentó al Emden con sus armas más pesadas y después de un enfrentamiento que duró solo veinticinco minutos, el Sydney salió victorioso.

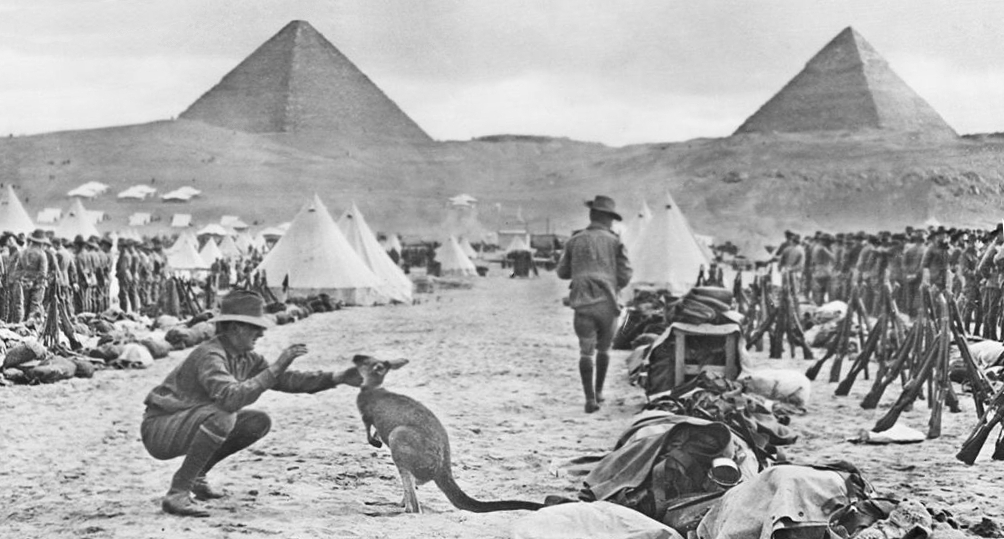
Tropas australianas en el campamento de Mena, Egipto, diciembre de 1914, mirando hacia las pirámides. Muchas unidades australianas trajeron canguros y otros animales australianos con ellos a Egipto, y algunos fueron entregados al Jardín Zoológico de El Cairo cuando las unidades fueron a Galípoli.

Con la amenaza del escuadrón alemán neutralizado, el convoy pudo continuar su viaje sin ser molestado. A su llegada a Egipto en noviembre, la 1.ª División se trasladó a Camp Mena, cerca de El Cairo, donde fueron utilizados para defender el Canal de Suez contra Turquía, que había declarado la guerra el 29 de octubre. Durante este tiempo, los australianos comenzaron un período de entrenamiento para prepararlos para el combate en el Frente Occidental, ya que todavía se esperaba que fueran enviados a Inglaterra para su despliegue en el teatro europeo. Sin embargo, mientras esperaban, las fuerzas de Australia y Nueva Zelanda en Egipto en ese momento se formaron en el Cuerpo de Ejército de Australia y Nueva Zelanda (ANZAC) bajo el mando del teniente general William Birdwood, y que consistía en la 1.ª División Australiana y la New Zealand and Australian Division (NZ&A).
El hacinamiento y la escasez de equipos en Inglaterra significaron que se decidió mantener a los Anzacs en Egipto durante el invierno europeo, durante el cual realizarían más capacitación para prepararlos para su eventual uso en las trincheras en Francia. A pesar de esto, sin embargo, la capacitación que recibieron los australianos y neozelandeses en este momento solo podía considerarse de naturaleza muy rudimentaria, y a pesar de la opinión popular en ese momento, hizo poco para prepararlos para lo que estaba por venir.
En el fondo, sin embargo, se estaban haciendo movimientos para comprometer a los australianos y neozelandeses en otros lugares. Más tarde, en noviembre, Winston Churchill, en su calidad de Primer Lord del Almirantazgo, presentó sus primeros planes para un ataque naval contra los Dardanelos. Un plan para un ataque e invasión de la península de Gallipoli fue finalmente aprobado por el gabinete británico en enero de 1915. Se decidió que las tropas australianas y neozelandesas participarían en la operación, aunque fueron superadas en número por los contingentes británicos, indios y franceses, un hecho que muchos australianos y neozelandeses pasan por alto hoy en día. El objetivo de la invasión era abrir otro frente contra las Potencias Centrales y abrir la única entrada del Mar Negro al Mediterráneo, a través de los Dardanelos y el Bósforo, para permitir el envío a Rusia durante todo el año.
Después del fracaso de los ataques navales, se decidió que las fuerzas terrestres eran necesarias para eliminar la artillería móvil turca y permitir que los dragaminas limpiaran las aguas para permitir el paso de embarcaciones más grandes. El Secretario de Estado británico para la Guerra, el mariscal de campo Lord Kitchener, nombró al general Sir Ian Hamilton para comandar la Fuerza Expedicionaria del Mediterráneo (MEF) que debía llevar a cabo la misión. El MEF consistía en el ANZAC de Birdwood, la 29.ª División Británica, la División Naval Real Británica y el Cuerpo Expedicionario de Oriente Francés. Unas 40 000 tropas rusas participarían en la captura u ocupación de Constantinopla.

### Desembarco en la ensenada ANZAC
El plan de invasión era que la 29.ª División desembarcara en Cabo Helles en la punta de la península y luego avanzara hacia los fuertes en Kilitbahir. Los Anzacs debían desembarcar al norte de Gaba Tepe en la costa del mar Egeo desde donde podían avanzar a través de la península y evitar la retirada o el refuerzo de Kilitbahir. La fuerza de asalto del ANZAC, la 3.ª Brigada de la 1.ª División de Australia, comenzó a desembarcar poco antes del amanecer a las 04:30 de la mañana del 25 de abril de 1915. La zona de desembarco prevista era un frente amplio centrado aproximadamente a una milla al norte de Gaba Tepe, sin embargo, posiblemente debido a un error de navegación o una corriente inesperada, el desembarco salió mal y los barcos se concentraron aproximadamente una milla y media más al norte de lo previsto en una ensenada poco profunda sin nombre entre Ari Burnu al norte y Hell Spit al sur. Desde 1985, la ensenada se conoce oficialmente como Anzac Koyu (ensenada Anzac).
Los Anzacs se enfrentaron a una traicionera y confusa maraña de barrancos y promontorios que descendían desde las alturas de la cordillera Sarı Baır hasta el mar. Las unidades turcas dispersas se opusieron ligeramente al desembarco hasta que Mustafa Kemal, al mando de la 19.ª División y percibiendo la amenaza que representaban los desembarcos, apresuró los refuerzos al área en lo que se convirtió en una carrera por el terreno elevado. La competencia por las alturas se decidió en la segunda línea de cresta donde los Anzacs y los turcos lucharon por una loma llamada Baby 700. La posición cambió de manos varias veces el primer día antes que los turcos, teniendo la ventaja de tener un terreno más alto en Battleship Hill, tomó posesión final de la misma. Una vez que se verificó el avance del Anzac, los turcos contraatacaron, tratando de obligar a los invasores a regresar a la orilla, pero no pudieron sacarlos del punto de apoyo que habían ganado. Un perímetro de trinchera se desarrolló rápidamente y se produjo un estancamiento sangriento hasta agosto.

### Krithia
En mayo de 1915, Hamilton decidió concentrar sus recursos en el sector Helles. Birdwood retiró la 2.ª Brigada de Infantería del coronel McCay y la Brigada de Infantería de Nueva Zelanda y se trasladaron por mar al Cabo Helles el 6 de mayo. Durante la Segunda Batalla de Krithia, las dos brigadas sufrieron 1 827 bajas, incluido McCay, en un avance a plena luz del día sobre terreno abierto que no pudo haber sido ocupado sin pérdida. Durante mayo, los francotiradores turcos fueron particularmente activos en el valle de Monash. El 15 de mayo, un disparo hirió fatalmente al Mayor General Bridges. Su cuerpo fue devuelto a Australia y enterrado en la colina que domina el Royal Military College, Duntroon en Canberra. El gobierno australiano envió al mayor general James Gordon Legge desde Australia para reemplazarlo.

### Contraataque turco
El 19 de mayo de 1915, los turcos lanzaron un asalto contra el perímetro del Anzac. Previstos por aviones de reconocimiento naval, las tropas estaban en alerta y la posición se vio reforzada por el regreso de la 2.ª Brigada de Infantería de Nueva Zelanda desde Cabo Helles y la llegada de la 1.ª Brigada de Caballería Ligera y la Brigada de Rifles Montados de Nueva Zelanda desde Egipto. En la mayor parte de la línea, el ataque se encontró con un desastre inmediato, con los atacantes turcos duramente castigados por el fuego de rifle y de ametralladoras de los defensores australianos. En Courtney's Post, una de las partes más expuestas del perímetro, los turcos lograron entrar en las trincheras, pero allí se encontraron con el cabo Albert Jacka y otros soldados, que los expulsaron nuevamente. Por su acción, fue galardonado con la Cruz Victoria lo que le convirtió en el primer australiano en obtener dicha condecoración durante la guerra.

### Ofensiva de agosto
El repetido fracaso de los Aliados para capturar Krithia o hacer algún progreso en el frente de Helles llevó a Hamilton a seguir un nuevo plan imaginativo para la campaña. La noche del 6 de agosto se realizaría un nuevo aterrizaje de dos divisiones de infantería en Suvla, a 8 km al norte de Anzac. Mientras tanto, en Anzac se realizaría un fuerte asalto al rango de Sari Bair al abrirse camino a través del sector poco defendido en el norte del perímetro de Anzac. La ofensiva fue precedida en la noche del 6 de agosto por asaltos de desviación en Helles y Anzac. En Helles, la desviación en Krithia Vineyard se convirtió en otra batalla inútil sin ganancias y fuertes bajas para ambos bandos. En el Anzac, un ataque a las trincheras turcas en Lone Pine por parte de las brigadas de infantería de la 1.ª División de Australia fue una rara victoria para los ANZAC. A un costo de más de 2 000 hombres, los australianos infligieron 7 000 bajas en los turcos. Debido a que fue un ataque efectivo en una posición vital, fue el ataque de distracción más efectivo llevado a cabo por los australianos de la guerra, atrayendo a las reservas turcas.
Sin embargo, el asalto principal dirigido a los picos de Chunuk Bair y Hill 971 fue menos exitoso. La fuerza que atacó el pico más cercano de Chunuk Bair comprendía la Brigada de Infantería de Nueva Zelanda. Llegó a menos de 500 metros de la cima al amanecer del 7 de agosto, pero no pudo alcanzar la cima hasta la mañana siguiente. Este retraso tuvo consecuencias fatales para otro ataque de apoyo en la mañana del 7 de agosto, el de la 3.ª Brigada de Caballería Ligera en el Nek, que coincidía con los neozelandeses atacando desde Chunuk Bair contra la retaguardia de las defensas turcas. Los neozelandeses resistieron a Chunuk Bair durante dos días antes de que dos batallones del Nuevo Ejército proporcionaran alivio de los Regimientos de Wiltshire y Loyal North Lancashire. Un contraataque turco masivo, dirigido en persona por Mustafa Kemal, barrió a estos dos batallones desde las alturas. Mientras tanto, el desembarco en la bahí Suvla encontró únicamente una ligera resistencia, pero el comandante británico, el teniente general Sir Frederick Stopford, había diluido tanto sus objetivos iniciales que únicamente la playa fue capturada. Una vez más, los turcos pudieron ganar la carrera por el terreno elevado de las colinas de Anafarta, lo que convirtió al frente de Suvla en otro caso de guerra de trincheras estática.
El desembarco de Suvla se vio reforzado por la llegada de las 53.ª y 54.ª divisiones británicas junto con la 10.ª División británica de las divisiones del Nuevo Ejército de Kitchener, más la yema desmontada de la 2.ª División Montada. La desafortunada 29.ª División también fue trasladada de Helles a Suvla para un empujón más. El último intento británico de resucitar la ofensiva se produjo el 21 de agosto con ataques en la colina Scimitar y la 60. El control de estas colinas habría unido los frentes de Anzac y Suvla, pero ninguna batalla logró el éxito. Cuando los combates en la colina 60 cesaron el 29 de agosto, la batalla por las alturas de Sari Bair, y de hecho la batalla por la península, terminó efectivamente.

### Evacuación
Después de ocho meses de lucha sangrienta, se decidió evacuar a toda la fuerza en la península de Galípoli. El número de tropas se redujo progresivamente desde el 7 de diciembre y se realizaron astutas artimañas para engañar a los turcos y evitar que descubrieran a los aliados que se iban. En el Anzac, las tropas mantendrían un silencio absoluto durante una hora o más hasta que los turcos curiosos se aventuraran a inspeccionar las trincheras, con lo que los Anzacs abrirían fuego. A medida que los números en las trincheras se redujeron, los rifles fueron manipulados para disparar por el agua que goteaba en una sartén unida al gatillo. Lo que fue irónicamente la operación mejor planificada de la campaña, la evacuación se completó al amanecer del 20 de diciembre de 1915, sin una sola víctima.
Finalmente, la campaña de Galípoli fue un fracaso desastroso. No logró ninguno de los objetivos propuestos, y debido a la inexperiencia de los altos mandos y la mala gestión, hubo un número inaceptablemente alto de bajas entre las tropas participantes, no solo como resultado del combate, sino también debido a una enfermedad generalizada que resultó de un saneamiento e higiene deficientes en las líneas del frente y un colapso en los sistemas de despeje y reabastecimiento de víctimas y logística. Se ha estimado que en el transcurso de la campaña hubo 26 111 bajas australianas con 8 141 muertos. Otras bajas aliadas —matadas y heridas— incluyeron: 7 571 neozelandeses, 120 000 británicos y 27 000 franceses.
Después de la guerra, las malas condiciones y las altas bajas entre las tropas del Anzac resultaron en una visión razonablemente prevalente en Australia de que esto se debió a la incompetencia de los oficiales británicos que comandaban a las tropas australianas y su desprecio por las bajas resultantes de unos ataques pobremente preparados o incluso erróneos. Si estas afirmaciones son válidas o no, no cabe duda de que toda la campaña se realizó de manera deficiente y, como resultado, se aprendieron muchas lecciones militares que se aplicaron en campañas posteriores. A pesar de esto, para los australianos y neozelandeses, la campaña de Galípoli ha llegado a simbolizar un hito importante en el surgimiento de ambas naciones como actores independientes en el escenario mundial y el desarrollo de un sentido de identidad nacional. Hoy, la fecha de los desembarcos iniciales, el 25 de abril, es un día festivo conocido como el Día del Anzac en Australia y Nueva Zelanda y cada año miles de personas se reúnen en monumentos conmemorativos en ambas naciones, y de hecho en Turquía, para honrar la valentía y el sacrificio de los Anzacs originales, y de todos aquellos que posteriormente perdieron la vida en la guerra.

## Egipto y Palestina

### Reorganización de Egipto

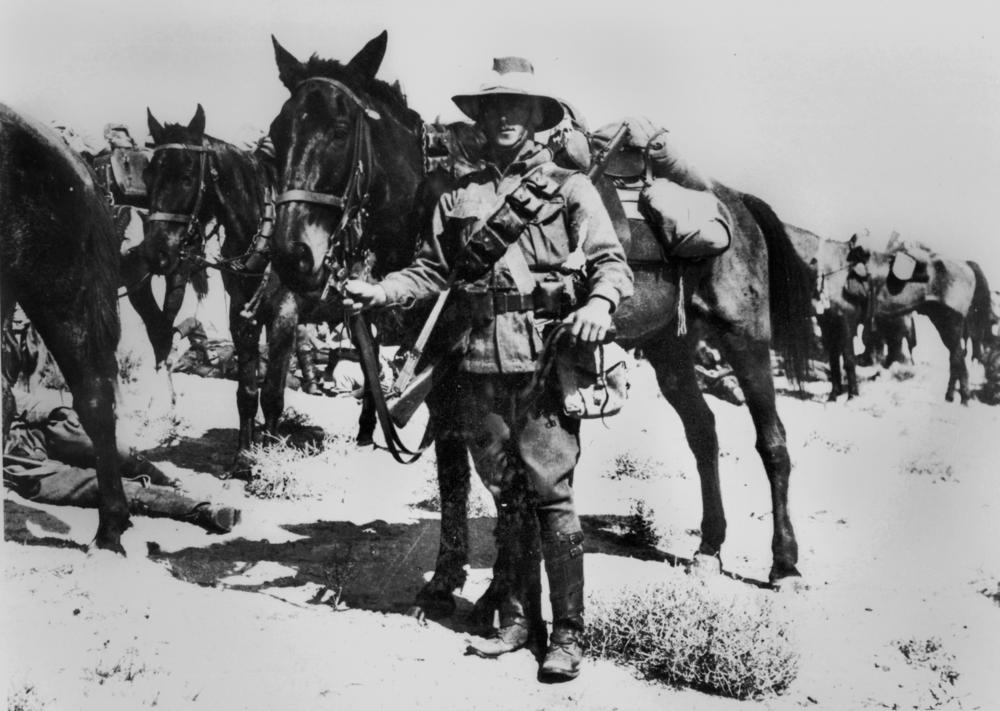
Un soldado de la 2.ª Brigada de Caballería Ligera en Oriente Medio, en 1917.

Después de la Campaña de Galípoli, las tropas australianas regresaron a Egipto y el AIF experimentó una expansión importante, que involucró el levantamiento de otras tres divisiones de infantería, la 3.ª, 4.ª y 5.ª, y el establecimiento de la División Montada del Anzac. En marzo de 1916, la infantería comenzó a trasladarse a Francia mientras las unidades de caballería permanecían en el área y lucharon contra las tropas turcas y las tribus árabes senussi que amenazaban el control británico de Egipto. Las tropas montadas fueron particularmente importantes en la defensa de Egipto y las tropas australianas de la División Montada del Anzac vieron acción en todas las batallas principales de la campaña, primero viendo combate en la batalla de Romani. Además de los jinetes, las tropas montadas incluían la 1.ª Brigada Imperial del Cuerpo de Camellos. Esto se organizó como una brigada de infantería montada. De sus cuatro batallones, el primero y el tercero estaban compuestos por australianos, el segundo era británico y el cuarto era mitad australiano y mitad neozelandés. Los camellos participaron en la mayoría de los combates en Egipto y Palestina hasta que la brigada se disolvió en julio de 1918. Los componentes de Australia y Nueva Zelanda luego cambiaron sus camellos por caballos y se convirtieron en la 5.ª Brigada de Caballería Ligera.

### Lucha contra los árabes sanusíes
En respuesta a la creciente amenaza de una secta árabe islámica pro-turca conocida como sanusíes, una fuerza británica compuesta, la "Fuerza de la frontera occidental", bajo el mando del oficial mayor del ejército británico indio Alexander Wallace, fue enviada al desierto libio a Mersa Matruh a fines de noviembre de 1915. Esta fuerza incluía un regimiento compuesto de caballería ligera australiana y el transporte de caballos de la 1.ª División. Una serie de duras batallas contra los árabes se produjo en Um Rakhum, Gebel Medwa y Halazin durante diciembre y enero. Las bajas británicas fueron relativamente leves, aunque muchos murieron o resultaron heridos, incluidos los australianos. Sin embargo, las pérdidas árabes fueron mucho mayores, con cientos de muertos durante los combates. Mientras tanto, varias unidades australianas de Caballería Ligera que regresaban de Galípoli fueron enviadas más al sur para proteger el borde del Valle del Nilo contra los sanusíes. La primera sección de vehículos blindados también participó en la protección del desierto occidental hasta que fue enviada a Palestina como la primera patrulla de automóviles ligeros a fines de 1916.

### Batalla de Romani
La batalla de Romani tuvo lugar cerca de la ciudad egipcia de Romani, a 37 km al este del canal de Suez, del 3 al 5 de agosto de 1916. El objetivo del ejército turco y alemán era controlar o destruir el canal de Suez, negando así el uso de la vía fluvial a los Aliados y al hacerlo ayudando a los Poderes Centrales. Tanto la división montada del Anzac, bajo el mando del mayor general Harry Chauvel, como la 52.ª División de infantería (de las tierras bajas) vieron acción contra la fuerza alemana y turca.
Desde el primer contacto con las fuerzas alemanas y turcas que avanzaban el 20 de julio, habían sido hostigados alternativamente por las Brigadas australianas 1.ª y 2.ª de Caballería Ligera. Durante la noche del 3 al 4 de agosto, el día anterior al comienzo de la batalla, ambas brigadas estuvieron involucradas en la lucha. Alrededor del mediodía del 4 de agosto, las fuerzas turcas y alemanas habían empujado a las dos brigadas australianas a un punto donde la 52.ª División de infantería (de tierras bajas), en sus trincheras, podía atacar el flanco derecho turco y la Brigada Montada de Rifles de Nueva Zelanda y la 5.ª Brigada Montada Británica llegaron desde su despliegue protegiendo el Canal de Suez, para extender la línea de los australianos en el flanco izquierdo. El avance turco y alemán fue detenido por el fuego provocado por la infantería británica combinada y las fuerzas montadas de Australia, Gran Bretaña y Nueva Zelanda así como la arena profunda, el calor del verano del mediodía y la sed.
En estas condiciones extremadamente difíciles, la infantería británica no pudo moverse eficazmente contra las fuerzas alemanas y turcas en retirada en los días siguientes. Solos, la División Montada del Anzac no pudo evitar que la fuerza de retirada se retirara a Katia y finalmente regresara a su base en Bir al-Abed. Esta base fue abandonada el día después de que fue atacada por la División Montada del Anzac, el 12 de agosto de 1916, poniendo fin a cualquier amenaza al Canal de Suez por el resto de la guerra. La batalla costó a los Aliados 1 202 bajas, de las cuales 222 fueron asesinadas, 71 murieron por heridas y 909 resultaron heridas; la mitad de ellos eran australianos.

## Lecturas relacionadas
- Bean, Charles (1942). The Australian Imperial Force in France during the Allied Offensive, 1918. Official History of Australia in the War of 1914–1918. Volume VI (1st edición). Canberra: Australian War Memorial. OCLC 41008291.
- Beaumont, Joan (2013). Broken Nation: Australians in the Great War. Crows Nest, New South Wales: Allen and Unwin. ISBN 9781741751383.
- Carlyon, Les (2001). Gallipoli. Sydney, New South Wales: Pan Macmillan. ISBN 978-0-553-81506-1.
- Carver, Field Marshal Lord (2003). The National Army Museum Book of The Turkish Front 1914–1918: The Campaigns at Gallipoli, in Mesopotamia and in Palestine. London: Pan Macmillan. ISBN 0-330-49108-3.
- Connor, John; Stanley, Peter; Yule, Peter (2015). The War at Home. Centenary History of Australia and the Great War. Volume IV. South Melbourne, Victoria: Oxford University Press. ISBN 9780195576788.
- Grey, Jeffrey (2015). The War with the Ottoman Empire. Centenary History of Australia and the Great War. Volume II. South Melbourne, Victoria: Oxford University Press. ISBN 9780195576764.
- Meaney, Neville (2010). Australia and World Crisis, 1914–1923: A History of Australian Defence and Foreign Policy 1901–1923. Volume 2. Sydney, New South Wales: Sydney University Press. ISBN 978-1-920899-17-2.
- Molkentin, Michael (2014). Australia and the War in the Air. Centenary History of Australia and the Great War. Volume I. South Melbourne, Victoria: Oxford University Press. ISBN 9780195576795.
- Monash, John (1920). The Australian Victories in France in 1918. London: Hutchinson. OCLC 563884172.
- Pederson, Peter (1985). Monash as Military Commander. Melbourne, Victoria: Melbourne University Press. ISBN 978-0-522-84267-8.
- Stevenson, Robert (2015). The War with Germany. Centenary History of Australia and the Great War. Volume III. South Melbourne, Victoria: Oxford University Press. ISBN 9780195576771.
- Serle, Geoffrey (1982). John Monash, A Biography. Australia's Finest General. Melbourne, Victoria: Melbourne University Press. ISBN 978-0-522-84239-5.
- Travers, Tim (2001). Gallipoli 1915. Gloucestershire: Tempus. ISBN 0-7524-2551-X.